# Torneio de xadrez do Rio de Janeiro de 1979
O Torneio de xadrez do Rio de Janeiro de 1979 foi um torneio Interzonal realizado com o objetivo de selecionar três jogadores para participar do Torneio de Candidatos de 1980, que foi o Torneio de Candidatos do ciclo 1979-1981 para escolha do desafiante ao título no Campeonato Mundial de Xadrez de 1981. A competição foi realizada na cidade do Rio de Janeiro de 23 de setembro a 20 de outubro e teve como vencedor Lajos Portisch.

## Tabela de resultados[1][3]
Os nomes em fundo verde claro indicam os jogadores que participaram do torneio de Candidatos do ano seguinte:
|    |                               | Rating | 1 | 2 | 3 | 4 | 5 | 6 | 7 | 8 | 9 | 10 | 11 | 12 | 13 | 14 | 15 | 16 | 17 | 18 | Total | Tie break |
| -- | ----------------------------- | ------ | - | - | - | - | - | - | - | - | - | -- | -- | -- | -- | -- | -- | -- | -- | -- | ----- | --------- |
| 1  | HUN Lajos Portisch            | 2640   | - | ½ | ½ | ½ | 0 | 1 | 1 | 0 | 1 | ½  | ½  | 1  | 1  | 1  | 1  | 1  | 1  | 0  | 11½   | 93.00     |
| 2  | URS Tigran Petrosian          | 2610   | ½ | - | ½ | ½ | ½ | 1 | ½ | ½ | 1 | ½  | ½  | ½  | 1  | ½  | 1  | 1  | ½  | 1  | 11½   | 92.25     |
| 3  | GDR Robert Hübner             | 2595   | ½ | ½ | - | ½ | 1 | ½ | 1 | 1 | ½ | 1  | 0  | ½  | ½  | ½  | ½  | 1  | 1  | 1  | 11½   | 92.00     |
| 4  | NED Jan Timman                | 2625   | ½ | ½ | ½ | - | ½ | ½ | 0 | 1 | 1 | ½  | 1  | 1  | ½  | 1  | ½  | ½  | ½  | 1  | 11    |           |
| 5  | BRA Jaime Sunye Neto          | 2375   | 1 | ½ | 0 | ½ | - | 0 | 1 | 0 | 0 | ½  | 1  | 1  | ½  | 1  | 1  | ½  | ½  | ½  | 9½    | 77.75     |
| 6  | YUG Borislav Ivkov            | 2525   | 0 | 0 | ½ | ½ | 1 | - | ½ | 1 | ½ | 1  | ½  | ½  | ½  | ½  | ½  | ½  | ½  | 1  | 9½    | 76.00     |
| 7  | URS Yuri Balashov             | 2600   | 0 | ½ | 0 | 1 | 0 | ½ | - | ½ | 1 | ½  | ½  | ½  | ½  | ½  | 1  | ½  | ½  | 1  | 9     | 71.25     |
| 8  | PHI Eugenio Torre             | 2520   | 1 | ½ | 0 | 0 | 1 | 0 | ½ | - | 0 | 0  | ½  | ½  | 1  | ½  | 1  | 1  | 1  | ½  | 9     | 70.00     |
| 9  | HUN Gyula Sax                 | 2590   | 0 | 0 | ½ | 0 | 1 | ½ | 0 | 1 | - | ½  | ½  | 1  | 0  | 1  | 0  | 1  | 1  | 1  | 9     | 68.00     |
| 10 | EUA Leonid Shamkovich         | 2495   | ½ | ½ | 0 | ½ | ½ | 0 | ½ | 1 | ½ | -  | 1  | ½  | 1  | 1  | 0  | 0  | ½  | ½  | 8½    | 71.75     |
| 11 | TCH Jan Smejkal               | 2560   | ½ | ½ | 1 | 0 | 0 | ½ | ½ | ½ | ½ | 0  | -  | ½  | 1  | 0  | ½  | 1  | 1  | ½  | 8½    | 68.75     |
| 12 | URS Rafael Vaganian           | 2570   | 0 | ½ | ½ | 0 | 0 | ½ | ½ | ½ | 0 | ½  | ½  | -  | 0  | 1  | 1  | 1  | ½  | 1  | 8     |           |
| 13 | CUB Guillermo Garcia Gonzales | 2490   | 0 | 0 | ½ | ½ | ½ | ½ | ½ | 0 | 1 | 0  | 0  | 1  | -  | 1  | 0  | ½  | 1  | ½  | 7½    | 59.50     |
| 14 | YUG Dragoljub Velimirović     | 2515   | 0 | ½ | ½ | 0 | 0 | ½ | ½ | ½ | 0 | 0  | 1  | 0  | 0  | -  | 1  | 1  | 1  | 1  | 7½    | 55.25     |
| 15 | IRN Khosro Harandi            | 2410   | 0 | 0 | ½ | ½ | 0 | ½ | 0 | 0 | 1 | 1  | ½  | 0  | 1  | 0  | -  | 0  | ½  | 1  | 6½    |           |
| 16 | ARGLuis Marcos Bronstein      | 2420   | 0 | 0 | 0 | ½ | ½ | ½ | ½ | 0 | 0 | 1  | 0  | 0  | ½  | 0  | 1  | -  | ½  | 1  | 6     |           |
| 17 | CAN Jean Hébert               | 2365   | 0 | ½ | 0 | ½ | ½ | ½ | ½ | 0 | 0 | ½  | 0  | ½  | 0  | 0  | ½  | ½  | -  | 0  | 4½    | 39.75     |
| 18 | ISR Shimon Kagan              | 2445   | 1 | 0 | 0 | 0 | ½ | 0 | 0 | ½ | 0 | ½  | ½  | 0  | ½  | 0  | 0  | 0  | 1  | -  | 4½    | 37.50     |
|    | BRA Henrique Mecking          | 2615   | - | - | - | - | - | ½ | - | - | - | -  | *  | -  | -  | -  | -  | -  | -  | -  | --    |           |
Henrique Mecking jogou apenas dois jogos (empate com Ivkov e partida inconclusa com Smejkal), devido a questões de saúde teve que abandonar a competição. Seus pontos não foram contados na tabela final.